# World Education Games

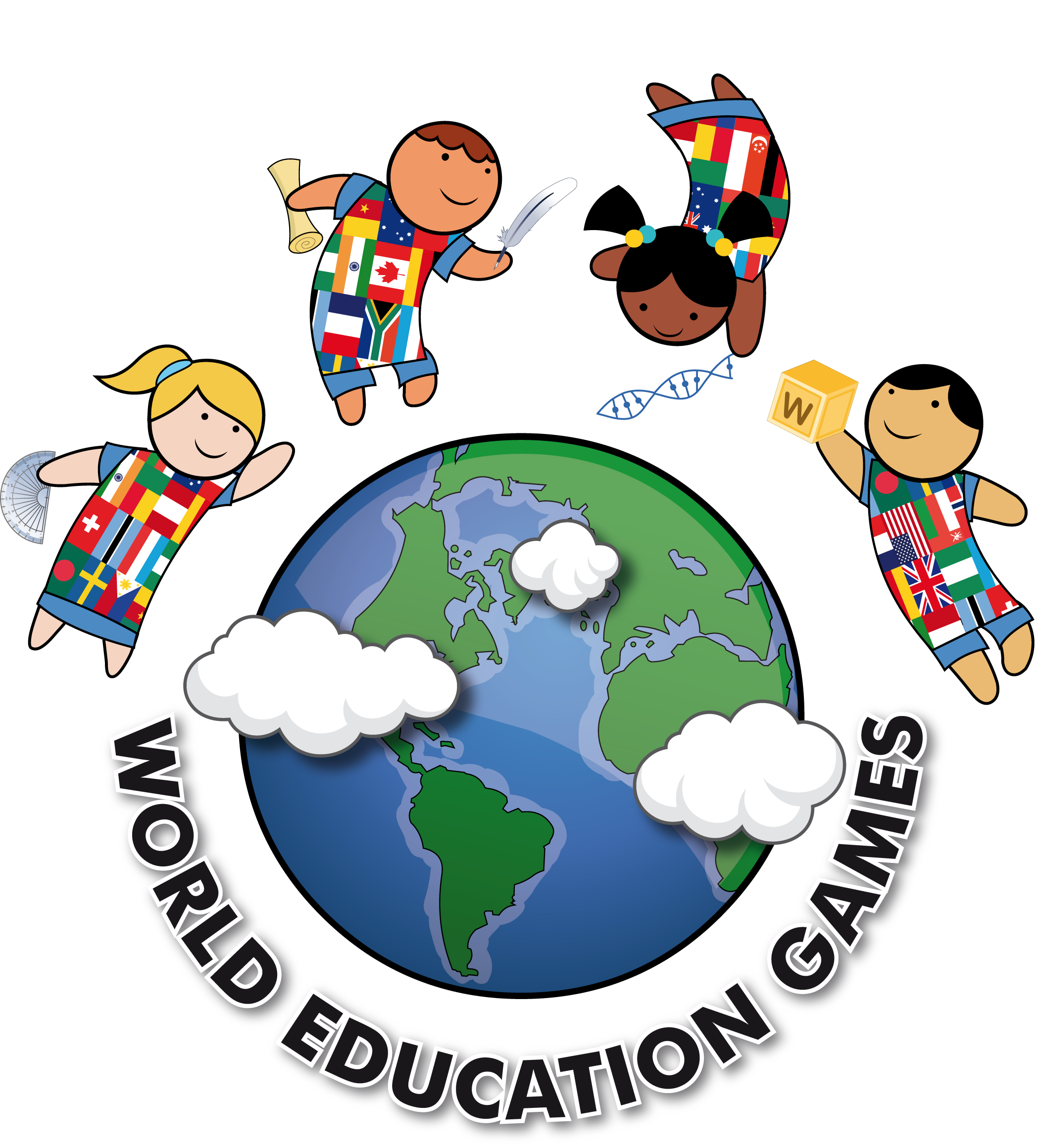

Всесвітні Освітні Ігри (WEG) — глобальний освітній захід Інтернету для всіх шкіл і школярів світу, який проводяться щорічно в жовтні. Це розширений формат Всесвітнього Дня Математики «Mathletics», який тепер також включає Всесвітній День Літератури «Spellodrome» і Всесвітній День Науки «IntoScience».
Ігри організовуються 3PLearning і спонсоруються Microsoft, ЮНІСЕФ, 3PLearning і MACQUARIE. Всесвітній День Математики увійшов до «Книги рекордів Гіннеса» як найбільший онлайновий математичний конкурс у 2010 році. Його головний представник, Скотт Флансбург, відомий як людина-калькулятор. Початок Ігор в розширеному форматі було закладено у 2012 році. Не відбувався в 2014 та 2016. Українські школярі також є серед учасників Ігор.
Останні Всесвітні Освітні Ігри відбулися 13-15 жовтня 2015 року, де більше 6 000 000 школярів з 20 000 шкіл в 166 країнах змогли позмагатися в математиці, літературі та загальній науці.

## Правила

### Участь
Брати участь в Іграх можуть школярі з будь-якої країни віком від 4 до 18 років. Для цього вимагається лише реєстрація та наявність певного програмного забезпечення в учасника і підключення до Інтернету. Змагання можливе у двох видах: проти інших учнів свого віку або проти комп'ютера. Учасник отримує на свій комп'ютер чи інший наявний пристрій питання, на які повинен дати відповіді за відведений час. За правильні відповіді отримуються очки, а самі питання за складністю поділені на рівні, залежно від року/класу навчання. За швидкість нараховуються додаткові очки, а після трьох неправильних відповідей гра закінчується.
Набрані за перші 20 ігор очки визначають успіхи. Після підрахунку результатів організатори зв'язуються із батьками/вчителями учасників для підтвердження того, що учасники брали участь в Іграх з-під зареєстрованих ними акаунтів. Ті, що порушили правила (реєстрували кілька акаунтів, вказали неправильну інформацію про себе), позбавляються права на нагороду навіть за високих показників.
Нагороди до 2015 отримували учасники, котрі набирають найбільше очок у своїй віковій категорії, окремо для Ігор в загальному і кожного із Днів. У 2015 було впроваджено поділ за 10-ма рівнями. Нагороди представлені платиновими нагородами, медалями та трофеями за кожен із Всесвітніх Днів. Щоб окрема школа отримала право на нагороду, принаймні 10 учнів з неї мусять взяти участь в Іграх. 100 учасників з найбільшою кількістю очок потрапляють за свої досягнення до публічного Залу Слави WEG.

### Нагородження
Церемонія нагородження відбувається у Сіднейському оперному театрі в листопаді.
- Платинові нагороди — даються учасникам, котрі набрали найбільше очок в Іграх загалом у своїх вікових категоріях. Переможці запрошуються на церемонію нагородження в супроводі одного з батьків, витрати на подорож, проживання та екскурсії покриваються організаторами.
- Трофеї — даються школам-переможцям за кожен із Днів у різних вікових категоріях.
- Медалі — даються учасникам, які набрали найбільше очок в кожному із окремих заходів (Всесвітній День Математики, Всесвітній День Літератури і Всесвітній День Науки) у своїх вікових категоріях. Медалі існують золоті, срібні та бронзові, за перше, друге і третє місце відповідно[8].

### Учні-представники
Здібні школярі-переможці відбираються, щоб представляюти свої школи і країни на світовому рівні. Вони заохочують інших школярів до участі в Іграх, в тому числі через офіційний блоґ Ігор та місцеві ЗМІ. Учні-представники підписуються справжнім іменем з першою буквою прізвища.
Представники з 2015 року:
| №  | Учень-представник | Країна          |
| -- | ----------------- | --------------- |
| 1  | Александр Ю.      | Велика Британія |
| 2  | Александра Б.     | Канада          |
| 3  | Емі Б.            | Велика Британія |
| 4  | Анна А.           | Росія           |
| 5  | Крідон С.         | Канада          |
| 6  | Еллі E.           | Велика Британія |
| 7  | Еммануель М.      | Мексика         |
| 8  | Фатіма Ю.         | Пакистан        |
| 9  | Джеффрі М.        | Канада          |
| 10 | Герані Р.         | США             |
| 11 | Цин Хуей Л.       | Велика Британія |
| 12 | Імаан С.          | Велика Британія |
| 13 | Калліопі С.       | Австралія       |
| 14 | Люк В.            | США             |
| 15 | Маатанґі А.       | ОАЕ             |
| 16 | Мірал Н.          | Пакистан        |
| 17 | Меліна С.         | США             |
| 18 | Майкл М.          | США             |
| 19 | Мусараб Г.        | Канада          |
| 20 | Оуен E.           | Велика Британія |
| 21 | Пейтон Г.         | Канада          |
| 22 | Ремі Л.           | Австралія       |
| 23 | Міріам K.         | Австралія       |
| 24 | Самуель O.        | Нігерія         |
| 25 | Томас             | Велика Британія |
| 26 | Трістан Ґ.        | Австралія       |
| 27 | Урсула Г.         | Австралія       |
| 28 | Вікайра Ґ.        | ПАР             |

## Історія
Всесвітні Освітні Ігри є одним з основних безкоштовних онлайнових заходів у формі змагання, організовувані світовим постачальником електронного навчання 3PLearning (творці платформ електронного навчання на основі передплати, призначених в першу чергу для шкіл — таких, як «Mathletics», «Spellodrome» і «IntoScience»). Всесвітні Освітні Ігри (WEG), що мають витоками математичні конкурси, вперше були проведені в рамках Всесвітнього Дня Математики в 2007 році. У 2011 році захід розширився, щоб включити другий розділ (Всесвітній День Літератури), а рік потому третій розділ (Всесвітній День Науки), і з того моменту Освітні Ігри офіційно отримали свою теперішню назву.
З 2012 Всесвітні Освітні Ігри співпрацюють з ЮНІСЕФ у рамках програми «School in a Box», яка підтримує розвиток освіти та забезпечує його в регіонах, постраждалих від різноманітних лих.
В Іграх 2015 року був зареєстрований 6308021 учасник зі 166 країн світу. Головним призом, крім звичайних нагород, трофеїв і медалей, став планшет Microsoft Surface Pro 4. Паралельно проводилося змагання WEG Video Challenge зі зйомки коротких відео, покликаних популяризувати WEG та проект ЮНІСЕФ School-in-a-Box.

## Переможці за країнами
|      | Всесвітній День Грамотності | Всесвітній День Математики | Всесвітній День Науки | WEG                 |
| ---- | --------------------------- | -------------------------- | --------------------- | ------------------- |
| 2016 | Ігри не проводилися         | Ігри не проводилися        | Ігри не проводилися   | Ігри не проводилися |
| 2015 | Малайзія                    | Пакистан                   | Австралія             | Пакистан            |
| 2014 | Ігри не проводилися         | Ігри не проводилися        | Ігри не проводилися   | Ігри не проводилися |
| 2013 | Малайзія                    | Пакистан, Туреччина        | Малайзія              | Малайзія            |
| 2012 | Велика Британія             | Австралія                  | Малайзія              | Велика Британія     |

## Переможці за іменем
| Рік  | К                                  | 1                                     | 2                                      | 3                                                                          | 4                                            | 5                                                                   | 6                                   | 7                                           | 8                                                | 9+                                              |
| ---- | ---------------------------------- | ------------------------------------- | -------------------------------------- | -------------------------------------------------------------------------- | -------------------------------------------- | ------------------------------------------------------------------- | ----------------------------------- | ------------------------------------------- | ------------------------------------------------ | ----------------------------------------------- |
| 2015 | Леон З. Школа Кемпака CH, Малайзія | Сара Р. Школа фонду Галлант, Пакистан | Зішан Р. Школа фонду Галлант, Пакистан | Джошуа Т. Національна рада домашніх учителів Нової Зеландії, Нова Зеландія | Абіха С. Шкільна система Біконхауз, Пакистан | Філберт Ефрейм В. Христиняська академія Нового життя MGC, Філіппіни | Сідні Л. Школа Кемпака CH, Малайзія | Іман Ф. Шкільна система Біконхауз, Пакистан | Дара Г. Католицький коледж Прендвіллю, Австралія | Алі Сауд К. Шкільна система Біконхауз, Пакистан |

| Рік  | 4-7 років                                                     | 8-10 років                                                    | 11-13 років | 14-18 років                                           |
| ---- | ------------------------------------------------------------- | ------------------------------------------------------------- | --- | ----------------------------------------------------- |
| 2013 | Сандалі Раджапаксе Підготовча школа Салкомбу, Велика Британія | Віханґі Раджапаксе Підготовча школа Салкомбу, Велика Британія | Сачін Кумар Мітал Канадська Міжнародна школа, Гонконг & Сауд Алі Хан, Шкільна система Біконхауз, Манді Бахауддін, Пакистан | Даніал бін-Мохаммеда Сяфіґ Школа Кемпака CH, Малайзія |
| 2012 | Сандалі Раджапаксе Підготовча школа Салкомбу, Велика Британія | Олівер Паппіло Початкова школа Балвіну, Австралія             | Шаран Майя Академія Глазго, Велика Британія                                                                                | Малаянді Р. Школа Кемпака DH, Малайзія                |

## Переможці в окремих заходах
|      | Всесвітній День Грамотності | Всесвітній День Математики | Всесвітній День Науки |
| ---- | --- | --- | --- |
| 2016 | Ігри не проводилися | Ігри не проводилися | Ігри не проводилися |
| 2015 | К: Шеннон Л., Лабуанська інтернаціональна школа, Малайзія 1: Ґонґ Тап П., Паттайська регентська національна школа, Таїланд 2: Софі Джой С., Школа Малдон Курт, Велика Британія 3: Сріджан Картік, команда Норвегії, Норвегія 4: Абіха С., Шкільна система Біконхауз, Пакистан 5: Нелліша Надіа А., Школа Кемпака CH, Малайзія 6: Сідні Л., Школа Кемпака CH, Малайзія 7: Кассел А, Школа Арчера, Велика Британія 8: Джошуа П., Пемперська група шкіл, Нігерія 9+: Ахем Сауд К., команда Пакистану, Пакистан | К: Джайнаш Д. Дженіус кід, Індія 1: Сара Р., Школа фонду Галлант, Пакистан 2: Ахмед Ферозе Т., команда Пакистану, Пакистан 3: Мухаммад С., Шкільна система Біконхауз, Манді Бахауддін, Пакистан 4: Абіха С., Шкільна система Біконхауз, Манді Бахауддін, Пакистан 5: Остін М., Стюарт Веллер, США 6: Бонні Л., Громадська школа Андеркліффу, Австралія 7: Хашір Ферозе Т., команда Пакистану 8: Дара Г., Католицький коледж Прендвіллю 9+: Алі Сауд К., Шкільна система Біконхауз, Манді Бахауддін, Пакистан | К: Альберто А., команда Іспанії, Іспанія 1: Муса Ф., Школа Кемпака Бкіт Дамансара, Малайзія 2: Кевін С., Початковіа школа Гармоні, Австралія 3: Джошуа Т., Національна рада домашніх учителів Нової Зеландії, Нова Зеландія 4: Прачі П., команда Свазиленду, Свазиленд 5: Ріан З., Школа Бікон Гілл, Іспанія 6: Сідні Л., Інтернаціональна школа Кемпака Дамансара, Малайзія 7: Крістіна Ґ., Радфортський коледж, Австралія 8: Уґомба Е., Пемперська група шкіл, Нігерія 9+: Джеймі Р., команда Австралії, Австралія |
| 2014 | Ігри не проводилися | Ігри не проводилися | Ігри не проводилися |
| 2013 | 4-7 років: Сандалі Раджапаксе, Підготовча школа Салкомбу, Велика Британія 8-10 років: Аластер Гібсон, Середня загальноосвітня школа Гексему, Велика Британія 11-13 років: Алі Сауд, Хан, Шкільна система Біконхауз, Манді Бахауддін, Пакистан 14-18 років: Кіанна Ван, Команда Канади, Канада | 4-7 років: Сандалі Раджапаксе, Підготовча школа Салкомбу, Велика Британія 8-10 років: Роніт Ніранджан, Глобальна Індійська Міжнародна школа, Японія 11-13 років: Сауд Алі Хан, Шкільна система Біконхауз, Манді Бахауддін, Пакистан 14-18 років: Нуснаін Алі Абід, Середня школа, Пакистан | 4-7 років: Сандалі Раджапаксе, Підготовча школа Салкомбу, Велика Британія 8-10 років: Чіасія Путрі Еффенді, Cahaya Harapan Sejahtera, Індонезія 11-13 років: Аріан Саджу, Британський Аль Кубайрат, об'єднані арабські емірати 14-18: Даніал Бін-Мохаммеда Сяфіґ, Школа Кемпака CH, Малайзія |
| 2012 | 4-7 років: Сандалі Раджапаксе, Підготовча школа Салкомбу, Велика Британія 8-10 років: Ділан З., Початкова школа Лінну, Велика Британія 11-13 років: Едріана Сайфіназ, Школа Кемпака DH, Малайзія 14-18 років: Фібі М., Коледж Ша Тін, Гонконг | 4-7 років: Мохаммед Юсуф, Міжнародна школа Орбіту, Саудівська Аравія 8-10 років: Даршан А., Індійська Публічна Школа, Індія 11-13 років: Муса ФерозТарар, Шкільна система Біконхауз, Пакистан 14-18 років: Кайя Генч, Колледж Саутпорт, Австралія | 4-7 років: Ашваті Н., Школа Христа-сіятеля, Велика Британія 8-10 років: Дерек Л., Початкова школа Монтерей Рідж, США 11-13 років: Шарен Майя, Академія Глазго, Велика Британія 14-18: Малаянді Р., Школа Кемпака DH, Малайзія |
| 2011 | 4-7 років: Віхангі Раджапаксе, Підготовча школа Салкомбу, Велика Британія 8-10 років: Ділан З., Початкова школа Лінну, Велика Британія 11-13 років: Джордж В., команда Сполученого Королівства Великої Британії 14-18 років: Фібі M., Коледж Ша Тін, Гонконг. | 4-7 років: Ерік З., команда Австралії, Австралія 8-10 років: Мейсон Ф., команда Нової Зеландії, Нова Зеландія 11-13 років: Кайя Генч, Школа Саутпорту, Австралія 14-18 років: Девід Андерсен, Англіканський коледж узбережжя Фрейзера, Австралія | Ігри не проводилися |
| 2010 | Ігри не проводилися | 5-8 років: Роніт Ніранджан, команда Японії, Японія 9-13 років: Кайя Генч, Школа Сайтпорту, Австралія 14-18 років: Девід Андерсен, Англіканський коледж узбережжя Фрейзера, Австралія | Ігри не проводилися |
| 2009 | Ігри не проводилися | 5-8 років: Н. С, Міжнародна школа Сікхі, Таїланд 9-13 років: Кайя Генч, Школа Сайтпорту, Австралія 14-18 років: Девід Андерсен, Англіканський коледж узбережжя Фрейзера, Австралія | Ігри не проводилися |
| 2008 | Ігри не проводилися | Всі віки: Тетяна Девендранат, Гейлб'юрі, Австралія | Ігри не проводилися |
| 2007 | Ігри не проводилися | Всі віки: Стефан Л., Міжнародна Школа Християнського Альянсу P.C. Lau Memorial, Гонконг | Ігри не проводилися |